# Naiara Azevedo
Naiara de Fátima Azevedo (Campo Mourão, 30 de outubro de 1989), é uma cantora, compositora e instrumentista brasileira.

## Biografia
Naiara de Fátima Azevedo nasceu na cidade de Campo Mourão, interior do Paraná, em 30 de outubro de 1989. É filha de Iraci Azevedo e Amarildo Azevedo.
Nascida em uma família humilde, onde os tios, avós e primos eram músicos, desde criança a influência sertaneja em sua vida sempre foi muito grande. Durante a infância e a adolescência cantava em um coral de uma igreja próxima de sua residência.
Naiara foi criada no sítio da família, onde morou até os 17 anos. Nesta época foi aprovada no vestibular, e saiu de casa para viver sozinha na cidade de Umuarama, onde fez faculdade de Estética e Cosmetologia, posteriormente realizando sua pós-graduação. Durante seus estudos universitários, trabalhava durante a semana como garçonete em um restaurante, e aos finais de semana cantava em pequenas apresentações informais pelos bares da cidade.
Em 2012, impulsionada pela sua vontade de sobreviver da música e alavancar sua carreira, mudou-se para Londrina. Em 2013, após divulgação do seu trabalho na internet, chamou atenção da indústria fonográfica, e gravou seu primeiro DVD. Em entrevistas revelou que tem como ídolos a dupla Chitãozinho & Xororó.
Naiara Azevedo já fez show em todos os estados do Brasil e em alguns estados do Estados Unidos como Massachusetts (Boston), New Jersey (Newark), Flórida (Orlando), Geórgia (Atlanta) e Califórnia (Hollywood).

## Carreira
A carreira profissional de Naiara começou com uma brincadeira. No ano de 2011, morando na cidade de Umuarama, onde cursava seus estudos, diante do grande sucesso do single “Sou Foda”, da dupla Carlos & Jader, que aos olhos dela, passava uma imagem um tanto quanto negativa da mulher, Naiara então resolveu compor uma música em resposta e postar um vídeo caseiro no YouTube. A música, batizada de “Coitado”, que trouxe uma letra inversa à da música “Sou Foda”, priorizando e fortalecendo o ponto de vista feminino, abriu as portas para Naiara.
Com uma quantidade impressionante de 20 a 27 shows por mês, Naiara Azevedo acabou ganhando um slogan, que passou a utilizar até na divulgação de seu trabalho: “Naiara Azevedo, defendendo a mulherada”. Em 2012, Naiara acabou se mudando para Londrina, tendo gravado seu primeiro álbum ao vivo em 2013 naquela cidade. Em janeiro de 2016, Naiara mudou-se para Goiânia, capital dos sertanejos, para dar início a uma nova fase na carreira, onde gravou o novo projeto, intitulado Totalmente Diferente, que estreou o hit "50 Reais" e rapidamente ganhou o Brasil, disparando na lista das musicas mais tocadas nas rádios brasileiras, além de entrar no Top 100 mundial de vídeos mais visualizados no YouTube, alcançando a 75ª posição.
Em abril de 2017, Naiara utilizou as suas redes sociais para anunciar a gravação do seu terceiro álbum ao vivo, denominado Contraste. O show realizado na cidade do Rio de Janeiro, em 9 de maio de 2017, contou com as participações especiais de Ivete Sangalo, Gusttavo Lima, Wesley Safadão e Kevinho. No final de 2017, a artista lançou a faixa intitulada "Pegada Que Desgrama", alcançando rapidamente com a mesma o topo da Billboard Hot 100.
Em 2018, Naiara lançou os singles "Buá Buá", composta por Tierry e Matheus Kennedy, que fala de uma traição que aconteceu ainda na infância, e "Chora No Meu Colo", cujo cenário do clipe lembra uma casa de boneca.

### 2019
Em fevereiro de 2019, a cantora gravou o extended play Naiara Sunrise, lançando a música de trabalho intitulada "Rapariga Digital", dirigida pelo produtor musical goiano Blener Maycom, entre outros hits aclamados pelo público sertanejo, "Barriga de Cerveja e "Test Drive". O EP foi gravado em Goiânia, ainda de madrugada, no heliponto do Órion Business & Health Company, até então o segundo prédio mais alto do Brasil. No EP Naiara Sunrise 2, incluiu os hits "Caixa de Bis", "Desculpa" e "Bêbado Gera Emprego". No EP Naiara Sunrise 3, incluiu os hits "Raiva de Mim", "Sou Fraco Demais" e "Volta Por Dó."
Em novembro de 2019, Naiara lançou o single "Manda Áudio", com a participação do pagodeiro Dilsinho. Ambos foram acusados de plágio por terem "roubado" a música do grupo brasiliense Di Propósito. Naiara publicou um vídeo em seu Instagram: "A música não é de composição do grupo de pagode. Tem outros compositores. Eu não roubei a música de ninguém. Paguei a música, comprei a exclusividade dela, todos os direitos dela e fui para o estúdio gravar com o playback que recebi dos compositores", revelou.

### 2020-2021:SIM
Em 27 de março de 2020, lançou o álbum ao vivo SIM, pela Som Livre, gravado em Praia Grande, litoral sul de Estado de São Paulo, para um público de mais de dez mil pessoas. A própria artista afirmou que o título também simboliza para ela a abreviação de "Supere Insista Motive"
Devido à pandemia de COVID-19, teve que cancelar a maior parte da sua agenda de espetáculos ao vivo com aglomerações de público, e por isso optou por fazer live streaming, principalmente na sua página oficial no YouTube para divulgar os seus projetos.

### 2022:Big Brother Brasil 22ePlural
Em janeiro de 2022 foi confirmada como uma das participantes do grupo camarote do Big Brother Brasil 22, sendo a terceira eliminada do programa com 57,77% dos votos em um paredão contra Arthur Aguiar (3,27%) e Douglas Silva (38,96%), terminando em 20.° Lugar.
Em 22 de novembro de 2022, Naiara Azevedo gravou seu álbum ao vivo intitulado Plural, em Goiânia. No mês seguinte, lançou o primeiro single do projeto, "Emocional Abalado", em parceria com MC Ryan SP. Em janeiro de 2023, foi disponibilizado "Palhaça", ao lado de Ana Castela, como o segundo single.

### 2023
A partir de março de 2023, com o lançamento de "Tenta Me Esquecer", Naiara passou a divulgar mensalmente novas faixas do álbum Plural. Em abril, lançou "Esquiva" com Diego & Victor Hugo; em maio, "Cê Bateu na Cama Errada"; em junho, "Covardias Digitais"; e em julho, "Namorar Não Vou". O álbum completo foi disponibilizado em 27 de julho de 2023 pela ONErpm, incluindo a faixa adicional "Única".

### 2024:ReleituraseAraguaia
Em março de 2024, a cantora gravou o projeto Releituras em um show realizado em Goianira, Goiás. O trabalho reuniu versões repaginadas de seis sucessos de sua carreira: "Tantos Planos", "Se Quer a Verdade", "Inquilino", "Radinho do Seu Zé", "Esquiva" e "Teste Drive". Os vídeos foram disponibilizados em seu canal no YouTube, e as faixas lançadas nas plataformas digitais em 23 de agosto de 2024.

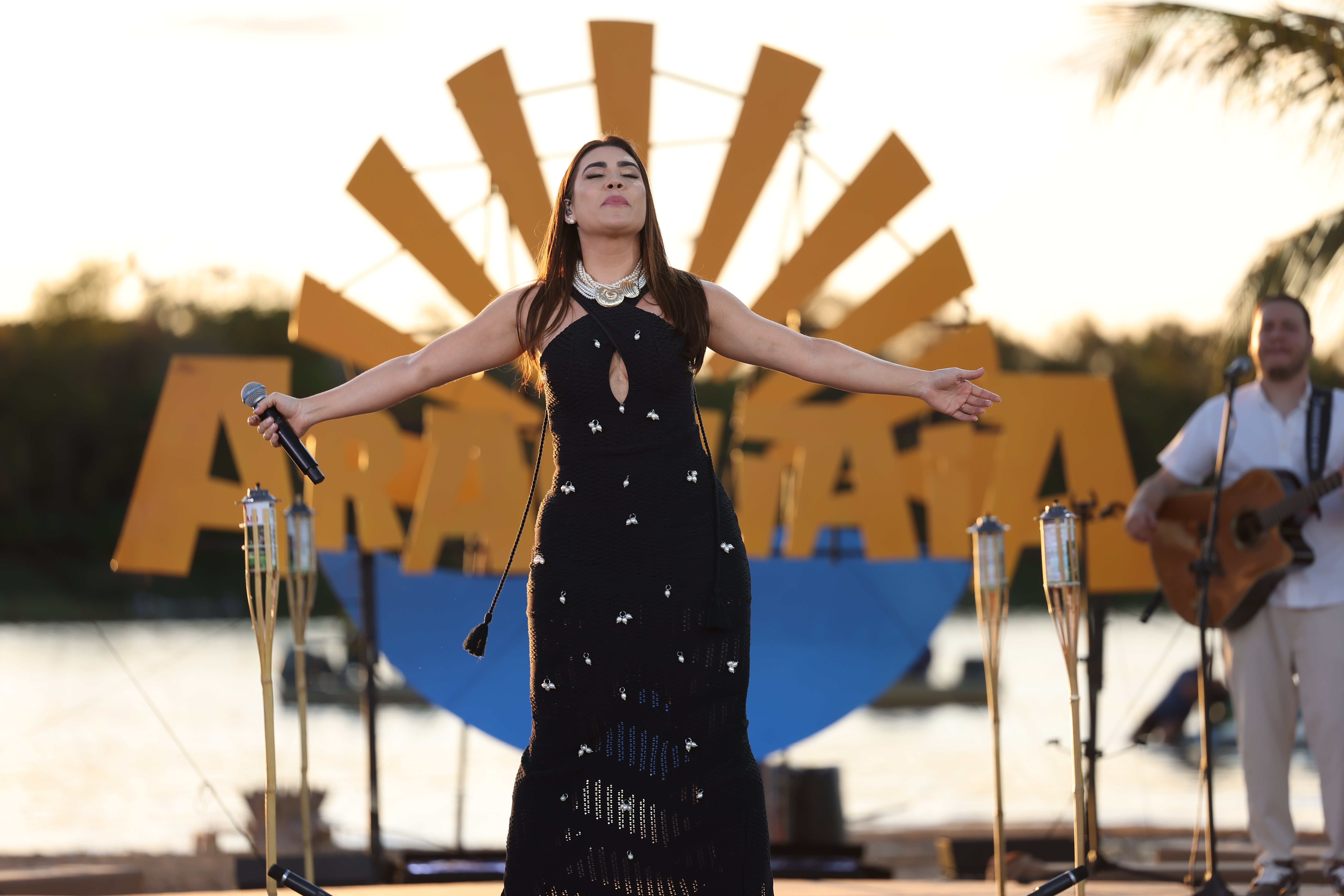
Imagem do DVD Araguaia, gravado em 2024 por Naiara Azevedo

Em 6 de agosto de 2024, a cantora gravou o DVD Araguaia, em um cenário natural às margens do Rio Araguaia, na Praia do Cerrado, em Aruanã, Goiás. Com estética intimista e produção inspirada na tradicional temporada de acampamentos da região, o projeto reuniu 15 músicas inéditas, entre elas "Última Vez", parceria com Clayton & Romário. O show também contou com participações especiais de Roberta Miranda e Fred & Fabrício. O primeiro volume do DVD foi lançado em 16 de janeiro de 2025.
Em outubro de 2024, a cantora lançou o segundo EP do projeto Releituras, intitulado Releituras Vol. 2. Este compilado trouxe seis pout-pourris de modões sertanejos clássicos, homenageando grandes nomes do gênero. O EP foi disponibilizado nas plataformas de áudio em 11 de outubro de 2024, com os videoclipes sendo lançados no YouTube no mesmo dia.

### 2025
Em janeiro de 2025, Naiara Azevedo lançou o projeto musical Araguaia, marcando uma nova fase em sua carreira, com foco em sonoridade mais emocional e madura. O primeiro single, "Última Vez", foi lançado em parceria com a dupla Clayton & Romário e alcançou destaque nas plataformas digitais, sendo impulsionado por uma campanha de marketing digital voltada para virais no TikTok, Reels e Spotify.
Em 27 de março de 2025, Naiara lançou a continuação do projeto com o segundo volume do DVD Araguaia, trazendo a inédita "Sorriso Espontâneo" e três medleys. O videoclipe da nova faixa foi disponibilizado no dia seguinte no canal oficial da artista no YouTube.

## Vida pessoal
Em meados de 2010, teve um namoro um rapaz de nome não divulgado, que ela terminou depois de descobrir estar sendo traída. Foi essa a inspiração por trás da música "50 Reais", que ela coescreveria e lançaria posteriormente para o público.

### Casamento
Naiara foi casada com Rafael Cabral de 2016 a 2021, período em que ele gerenciava sua carreira. Em novembro de 2023, ela denunciou Cabral por violência doméstica, incluindo ameaças e questões patrimoniais, obtendo uma medida protetiva. Em entrevistas, ela descreveu o processo como “maravilhoso” e um “recomeço”..   Esse evento marcou sua transição para a gestão independente, refletida no DVD Araguaia. 
Naiara está em um relacionamento com o empresário e piloto Brunno Carneiro, natural de Goiás. O casal confirmou publicamente o namoro em 2024, com Naiara brincando durante show em Londrina, Paraná, que estava "quase casada". Brunno é conhecido por sua vida discreta, sem presença em redes sociais.  

## Discografia

### Álbuns ao vivo e de estúdio
| Álbum | Detalhes |
| --- | --- |
| Ao Vivo | - Lançamento: 31 de março de 2011 - Formatos: CD - Gravadora: Original Music - Álbum ao vivo de Naiara Azevedo |
| Ao Vivo em Londrina | - Lançamento: 10 de fevereiro de 2014 - Formatos: CD, DVD - Gravadora: Mfilmes HD - Álbum ao vivo de Naiara Azevedo |
| Totalmente Diferente | - Lançamento: 15 de junho de 2016 - Formatos: CD, DVD - Gravadora: MM Music - Álbum ao vivo de Naiara Azevedo |
| Contraste | - Lançamento: 4 de agosto de 2017 - Formatos: CD, DVD - Gravadora: Som Livre - Álbum ao vivo de Naiara Azevedo |
| SIM | - Lançamento: 27 de março de 2020 - Formatos: CD - Gravadora: Som Livre - Álbum ao vivo de Naiara Azevedo |
| Plural | - Lançamento: 27 de julho de 2023 - Formatos: DVD - Gravadora: NA - Álbum ao vivo de Naiara Azevedo \| Faixas do álbum \| \| --------------------------------------------------------------------------------------------------------------------------------------------------------------------------------------------------------------- \| \| 1. Palhaça (part. Ana Castela) 2. Covardias Digitais 3. Namorar Não Vou 4. Cê Bateu na Cama Errada 5. Esquiva (part. Diego & Victor Hugo) 6. Tenta Me Esquecer 7. Emocional Abalado (part. MC Ryan SP) 8. Única \| |
| Releituras | - Lançamento: 23/08/2024 - Formatos: DVD - Distribuidora: ONErpm - Álbum ao vivo de Naiara Azevedo |
| Araguaia | - Lançamento: 16/01/2025 - Formatos: DVD - Distribuidora: The Orchard - Álbum ao vivo de Naiara Azevedo |
| Faixas do álbum | |
| | |
| 1. Palhaça (part. Ana Castela) 2. Covardias Digitais 3. Namorar Não Vou 4. Cê Bateu na Cama Errada 5. Esquiva (part. Diego & Victor Hugo) 6. Tenta Me Esquecer 7. Emocional Abalado (part. MC Ryan SP) 8. Única | |

### Coletâneas
| Álbum       | Detalhes                                                                                             |
| ----------- | --- |
| As Melhores | - Lançamento: 24 de março de 2016 - Formatos: CD - Gravadora: MM Music - Coletânea de Naiara Azevedo |

### Extended plays(EPs)
| Álbum     | Detalhes                                                                             |
| --------- | ------------------------------------------------------------------------------------ |
| Romântica | - Lançamento: 24 de março de 2016 - Formatos: download digital - Gravadora: MM Music |
| Sunrise   | - Lançamento: 27 de fevereiro de 2019 - Formatos: CD - Gravadora: Som Livre          |

### Singles

#### Como artista principal
| 2011                                                                                                 | "Coitado"                                    | —  |                   | Ao Vivo                     |
| 2013                                                                                                 | "Mulher Não Trai" (part. Mr. Catra)          | —  |                   | Ao Vivo em Londrina         |
| 2014                                                                                                 | "Gota D'Água" (part. João Neto & Frederico)  | 54 |                   | Ao Vivo em Londrina         |
| 2015                                                                                                 | "Vou Te Trair"                               | 30 |                   | As Melhores                 |
| 2016                                                                                                 | "50 Reais" (part. Maiara & Maraisa)          | 2  |                   | Totalmente Diferente        |
| 2016                                                                                                 | "Ex do Seu Atual"                            | 18 |                   | Totalmente Diferente        |
| 2017                                                                                                 | "Mordida, Beijo e Tapa"                      | 1  |                   | Contraste                   |
| 2017                                                                                                 | "Avisa que Eu Cheguei" (part. Ivete Sangalo) | 1  | - PMB: 2× Platina | Contraste                   |
| 2017                                                                                                 | "Pegada Que Desgrama"                        | 1  | - PMB: 3× Platina | Não incluso em nenhum álbum |
| 2018                                                                                                 | "Buá Buá"                                    | 1  |                   | Não incluso em nenhum álbum |
| 2018                                                                                                 | "Chora no Meu Colo"                          | 39 |                   | Não incluso em nenhum álbum |
| 2019                                                                                                 | "Rapariga Digital"                           | 3  |                   | Sunrise                     |
| 2019                                                                                                 | "Manda Áudio" (part. Dilsinho)               | —  |                   | Não incluso em nenhum álbum |
| 2022                                                                                                 | "50 por Cento" (part. Marília Mendonça)      | 13 |                   | Não incluso em nenhum álbum |
| 2022                                                                                                 | "Emocional Abalado" (part. MC Ryan SP)       | —  |                   | Plural                      |
| 2023                                                                                                 | "Palhaça" (part. Ana Castela)                | 7  |                   | Plural                      |
| 2023                                                                                                 | "Tenta Me Esquecer"                          | —  |                   | Plural                      |
| 2023                                                                                                 | "Esquiva" (part. Diego & Victor Hugo)        | —  |                   | Plural                      |
| 2023                                                                                                 | "Cê Bateu Na Cama Errada"                    | —  |                   | Plural                      |
| 2023                                                                                                 | "Covardias Digitais"                         | —  |                   | Plural                      |
| 2023                                                                                                 | "Namorar Não Vou"                            | —  |                   | Plural                      |
| "—" denota singles que não entraram nas paradas musicais ou não foram lançados em determinado local. |                                              |    |                   |                             |

#### Como artista convidada
| 2016 | "É Só Me Chamar" (Mariana Fagundes part. Naiara Azevedo)                                             | 45 | Não incluso em nenhum álbum |  |
| 2016 | "Safado" (Fernanda Garcya part. Naiara Azevedo)                                                      | —  | Não incluso em nenhum álbum |  |
| 2016 | "Não Sou Corno" (Classy part. Naiara Azevedo)                                                        | 96 | Nova História               |  |
| 2016 | "Coração de Osso" (May e Karen part. Naiara Azevedo)                                                 | 50 | May & Karen em Goiânia      |  |
| 2017 | "Escute Até o Final" (Igor Galdino part. Naiara Azevedo)                                             | 61 | Não incluso em nenhum álbum |  |
| 2018 | "Oh Quem Voltou" (Dani Russo, MC Pocahontas part. Naiara Azevedo)                                    | —  | Não incluso em nenhum álbum |  |
| 2018 | "My Baby" (Zé Felipe part. Naiara Azevedo e Furacão Love)                                            | 22 | Não incluso em nenhum álbum |  |
| 2018 | "Se Não Contar Eu Conto" (Lorenzo Castro part. Naiara Azevedo)                                       | 54 | Divisor de Águas            |  |
| 2019 | "Delicinha" (Gabriel Gava part. Naiara Azevedo)                                                      | 18 | Não incluso em nenhum álbum |  |
| 2019 | "Repertório de Desculpas" (Mariana & Mateus part. Naiara Azevedo)                                    | —  | Não incluso em nenhum álbum |  |
| 2019 | "Boqueira" (Gil Mendes part. Naiara Azevedo)                                                         | —  | Imagine Aí                  |  |
| 2019 | "Hora de Amar" (Padre Reginaldo Manzotti part. Naiara Azevedo)                                       | —  | Hora de Amar                |  |
|      | "—" denota singles que não entraram nas paradas musicais ou não foram lançados em determinado local. |    |                             |  |

#### Singlespromocionais
| Ano  | Título      | Álbum                       |
| ---- | ----------- | --------------------------- |
| 2017 | "Beba Mais" | Não incluso em nenhum álbum |

#### Outras canções
| Ano  | Título                        | Certificações   | Álbum     |
| ---- | ----------------------------- | --------------- | --------- |
| 2017 | "Mentalmente" (part. Kevinho) | - PMB: Diamante | Contraste |
| 2018 | "Ladrão"                      | - PMB: Ouro     | Contraste |

### Outras aparições
| Ano  | Canção                     | Outro(s) Artista(s)     | Álbum                 |
| ---- | -------------------------- | ----------------------- | --------------------- |
| 2015 | "Sou Foda"                 | Mark F e Mike Moonnight | Dance Floor 2         |
| 2016 | "Bobeia Pra Ver"           | João Neto & Frederico   | João Neto & Frederico |
| 2016 | "Moleque, Covarde, Traíra" | Diego Ferrari           | 370                   |

## Filmografia

### Televisão
| Ano     | Título                      | Papel                    | Notas                                                 | Ref.   |
| ------- | --------------------------- | ------------------------ | ----------------------------------------------------- | ------ |
| 2017-19 | Popstar                     | Jurada                   |                                                       |        |
| 2018    | Show dos Famosos            | Participante (3º lugar)  | Temporada 2                                           | [ 76 ] |
| 2018    | Malhação: Vidas Brasileiras | Ela mesma                | Episódio: "30 de agosto de 2018"                      | [ 77 ] |
| 2019    | A Vila                      | Ela mesma                | Episódio: "Dia dos Namorados"                         |        |
| 2021    | Pé na Bota                  | Apresentadora            |                                                       |        |
| 2022    | Big Brother Brasil          | Participante (20º lugar) | Temporada 22                                          | [ 78 ] |
| 2022    | Rensga Hits                 | Ela mesma                | Episódio: "Cachaça Com Limão Para Espantar A Solidão" |        |

## Turnês
- Naiara Azevedo Ao Vivo (2011–2015)
- Turnê 50 reais (2016–2017)
- Turnê Contraste (2017–2018)

## Prêmios e indicações
| Ano  | Prêmio                                     | Categoria                        | Indicação                       | Resultado           |
| ---- | ------------------------------------------ | -------------------------------- | ------------------------------- | ------------------- |
| 2016 | Capricho Awards                            | Hit sertanejo                    | 50 Reais                        | Venceu              |
| 2016 | Melhores do Ano                            | Música do Ano                    | 50 Reais                        | Indicado            |
| 2016 | Caldeirão de Ouro                          | As 10+ do Ano                    | 50 Reais                        | 7º Lugar            |
| 2017 | Prêmio Multishow de Música Brasileira 2017 | Música Chiclete                  | 50 Reais                        | Indicado            |
| 2017 | Prêmio Jovem Brasileiro                    | Melhor Música                    | 50 Reais                        | Indicado            |
| 2017 | Prêmio Jovem Brasileiro                    | Melhor Cantora                   | Ela mesma                       | Indicado            |
| 2017 | Prêmio Jovem Brasileiro                    | Melhor Show                      | Ela mesma                       | Indicado            |
| 2017 | Prêmio Jovem Brasileiro                    | Clipe do Ano                     | "Avisa Que Eu Cheguei"          | Indicado            |
| 2017 | Troféu Internet                            | Revelação do Ano                 | Ela Mesma                       | Indicado            |
| 2017 | BreakTudo Awards                           | Melhor Artista Feminina Nacional | Ela Mesma                       | Indicado            |
| 2018 | Prêmio Jovem Brasileiro                    | Hit do Ano                       | "Avisa Que Eu Cheguei"          | Indicado            |
| 2018 | Prêmio Jovem Brasileiro                    | Melhor Cantora                   | Ela Mesma                       | Venceu              |
| 2018 | Prêmio Jovem Brasileiro                    | Melhor Instagram                 | Ela Mesma                       | Indicado            |
| 2018 | Prêmio Jovem Brasileiro                    | Melhor Fandom                    | Ela Mesma                       | Indicado            |
| 2018 | Prêmio Jovem Brasileiro                    | Melhor Show                      | Ela Mesma                       | Indicado            |
| 2018 | Grammy Latino                              | Melhor Álbum de Música Sertaneja | Contraste                       | Indicado            |
| 2018 | Troféu Internet                            | Melhor Cantora                   | Ela Mesma                       | Indicado            |
| 2019 | Festival de Publicidade de Cannes          | Entertainment for Music          | Campanha "Coração Pede Socorro" | Venceu Leão de Ouro |
| 2019 | Prêmio Jovem Brasileiro                    | Melhor Cantora                   | Ela Mesma                       | Indicado            |
| 2019 | Prêmio Jovem Brasileiro                    | Melhor Rolê (Show)               | Ela Mesma                       | Venceu              |
| 2019 | Prêmio Jovem Brasileiro                    | Melhor Instagram                 | Ela Mesma                       | Indicado            |
| 2019 | Troféu Internet                            | Melhor Cantora                   | Ela Mesma                       | Indicado            |
| 2022 | Meme Awards                                | Rainha dos Mementos              | Ela Mesma                       | Indicado            |
| 2022 | Meme Awards                                | Meme Publicitário                | Ela Mesma e Downy               | Venceu              |
| 2022 | SEC Awards                                 | Estrela em Reality Show          | Big Brother Brasil 22           | Indicado            |
| 2022 | SEC Awards                                 | Artista Feminina do Ano          | Ela mesma                       | Venceu              |
|      |                                            |                                  |                                 |                     |